# Gundel palacsinta
La Gundel palacsinta (lett. "crespella alla Gundel") è un dessert ungherese.

## Storia
La Gundel palacsinta venne inventata da Károly Gundel nell'omonimo ristorante di Budapest. Sebbene la ricetta originale sia sempre stata tenuta segreta, la Gundel palacsinta è oggi diffusa in tutto il paese.